# Jujutsu

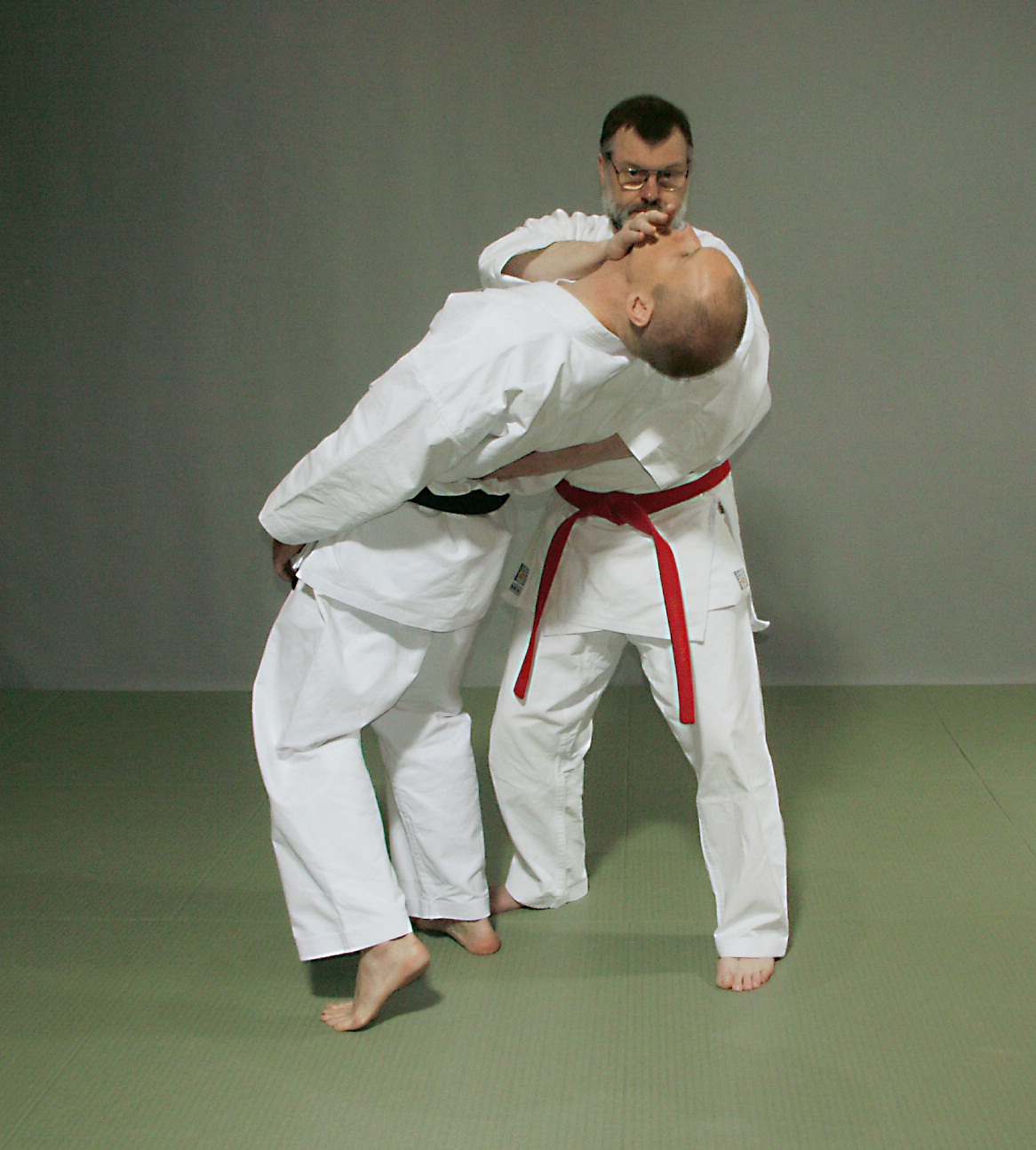
O soto osae

Jujutsu (japanska: 柔術?, Jūjutsu info), ibland jiu-jitsu, är en stridskonst som tillhör den japanska kampsportsfamiljen budo. Jū översätts som mjuk och följsam, ursprungligen "utan vapen" medan jutsu betyder metod eller teknik. Namnet syftar till konsten att besegra en motståndare med så lite fysisk styrka som möjligt, till exempel genom att utnyttja motståndarens egen kraft så att denne faller på eget grepp.

## Historik, koryū jū jutsu och moderna system
Termen jūjutsu är gammal och syftar ursprungligen på japanska kampskolor, ryū. En del av dessa grundades för flera hundra år sedan och räknas tillsammans med olika svärds- och andra vapenskolor till koryu budo, gammal budo. De flesta gamla japanska stridsskolor är utdöda, och så även vad gäller gammal jūjutsu. Av de som levt vidare, tränas ett fåtal även i väst, såsom Hontai Yoshin Ryu och de skolor som ingår i Bujinkan. Tvärt emot vad många tror, kan ett flertal vapen ingå i jūjutsu. Normalt användande av svärd brukar inte räknas till jūjutsu, men exempelvis sätt att använda ett svärd som är kvar i baljan för att låsa sin motståndare räknas ofta dit.
I Sverige är de flesta stilar av jūjutsu konstruerade av svenskar (eller åtminstone västerlänningar). I dessa typer av jujutsu brukar självförsvar vara en betonad ingrediens. Jūjutsu introducerades i Sverige omkring år 1900 av Viking Cronholm.

## Svenska ju-jutsusystem
Durewallsystemet, uppkallat efter sin skapare Kurt Durewall, kännetecknas av att det i första hand inte lär ut tekniker som sparkar och slag och är ingen tävlingssport utan humant självförsvar. Stilen använder huvudprincipen "att med minsta möjliga kraft nå största möjliga effekt utan att förorsaka smärta eller skada". Det som skiljer Durewallsystemet från övriga jiujitsustilar är att hänsyn tas även till angriparen.
Den största stilen i Sverige är Ju-jutsu Kai som är skapad av Hans Greger, som en gång i tiden var elev under Kurt Durewall. Från Ju-jutsu Kai har tre större avknoppningar skett. Den första skedde 1997 då kampjujutsu bröt sig ur. Kampjujutsu har en liknande filosofi som Ju-jutsu Kai, det vill säga fokus på både självförsvar och tävling. Den andra avknoppningen har gått åt ett annat håll – Sport Ju-jutsu lägger vikten på matchträning. En annan avknoppning från Ju-jutsu Kai är Jigo Ryu, som lägger mer vikt på självförsvar.
En ytterligare svensk jujutsu-stil är Jū Shin Jutsu Ryū, skapad av Georg Irenius 1972. Jū Shin Jutsu Ryū är enbart fokuserat på självförsvar, med inriktning på ett humant men effektivt försvar. I Skåne är även Jan-Erik Karlssons stil Hoku Shin Ko Ryū väl spridd. De svenska stilarna är skapade utifrån kontakter med européer som lärt sig delar av japansk jūjutsu på olika sätt, samt influenser från andra budokonster som fanns i landet. Flera nya stilar har blandat in influenser från brottningstilar och kickboxning med mera. 
De flesta svenska jujutsu-stilar har graderingar och ett bältessystem som liknar judons. 2002 bildades Svenska Taijutsu/Jujutsu Förbundet  av Johan Pettersson, ett öppet förbund för de jūjutsustilar som är intresserade av att träna och samarbeta utan ekonomiska eller politiska motiv. Johan Pettersson har också grundat en jujutsstil, Gake Ryu Jujutsu. Med Svenska Budo & Kampsportsförbundets omorganisation 2009 ombildades den före detta Ju-jutsusektionen till ett underförbund till SB&K - Svenska Jujutsufederationen.
Sedan 1987 anordnas SM i ju-jutsu.

## Brasiliansk jiu-jitsu
En ytterligare gren i jujutsu är brasiliansk jiu-jitsu, som koncentrerar sig huvudsakligen på vad andra stilar kallar ne-waza, markkamp. Brasiliansk jiu-jitsu har rötter i judo, och fokus ligger på obeväpnad kamp och sparring. Brasiliansk jiu-jitsu gjorde sig känd främst genom framgångar av Royce Gracie i tidiga Ultimate Fighting Championships och andra Mixed Martial Arts / Vale Tudo tävlingar. Brasiliansk Jiu-Jitsu förkortas ofta till BJJ men kallas även Gracie Jiu-Jitsu.

## Stavning
Alla sätt att skriva jūjutsu med västerländska bokstäver är transkriberingar från japanskans uttal av de två kinesiska tecken, kanji, som utgör namnet. Det är svårt att säga att ett sätt är mera rätt än andra. Lokalt passar ofta västerländska jūjutsustilar på att markera åtskillnad från varandra, genom att stava annorlunda. Så brukar exempelvis Ju-jutsu Kai stava ordet ju-jutsu medan Durewall-klubbarna skriver jiujitsu. "Jujutsu" är en förenkling av "Jūjutsu" som är en transkribering enligt Hepburn-systemet.
Anledningen till de olika stavningarna är det japanska skriftsystemet kana, där "jū" är enstavigt men skrivs med mororna "ji-litet yu-u". Japaner uttalar detta ungefär som man på svenska skulle läsa "ju", med långt u och med d-förslag "djuu". "Jutsu" i sin tur består av stavelserna "ju-tsu". När jiujitsu introducerades i Sverige 1908 av Viking Cronholm (1874–1961), kom det via engelskan och en transkribering som var anpassad efter det.